# 마차부자리 람다
마차부자리 람다는 마차부자리 방향으로 지구에서 41.2 광년 떨어져 있는 쌍성이다. 전통적안 명칭은 알 후르(Al Hurr)이며 어원은 아랍어에서 왔다.
주성 마차부자리 람다 A는 겉보기 등급 4.69의 분광형 G의 준거성이다. 반성 마차부자리 람다 B는 겉보기 밝기 13.4에 주성에서 약 29초각 떨어져 있다. 이 항성계에는 다시 반성 두 개가 더 있는데, 하나는 마차부자리 람다 C로 12등급 밝기에 주성에서 42초각 떨어져 있으며, 또 다른 하나는 마차부자리 람다 D로 8.6등급 밝기에 주성에서 146 초각 떨어져 있다.